# Hamsterball (Computerspiel)
Hamsterball ist ein von der Firma Raptisoft Games entwickeltes Computerspiel. Im Februar 2004 wurde es für Windows veröffentlicht. Im März 2010 wurde von der Firma TikGames eine Version für die Spielkonsole PlayStation 3 veröffentlicht.

## Spielprinzip
Das Ziel des Spiels besteht in der Absolvierung von Rennbahn-Level. Diese muss der Spieler im Wettlauf gegen die Zeit absolvieren. Ein Hamster in einem durchsichtigen Hamsterball ist die Spielfigur, welche der Spieler durch die Level steuern muss. In jedem Level muss der Spieler bei gegebenem Zeitlimit die Zielfläche mit der Aufschrift GOAL erreichen.

### Hustle-Modus
Der Hustle-Modus (englisch „hustle“ = „Eile“) ist der Hauptmodus des Videospiels Hamsterball. In diesem Modus verfügt der Spieler über alle Freiheitsgrade und Bewegungsmöglichkeiten des Spiels. Die Spielsteuerung gleicht hierbei derjenigen von den Spielen Ballance, Marble Madness und Marble Blast Ultra. Statt einer Murmel steuert der Spieler jedoch den Ball mit dem Hamster. Insgesamt 36 Level müssen im Hustle-Modus absolviert werden. Durchgehend nimmt der Spieler in diesem Modus die frontale Normalperspektive an. Der Hamster im Ball ist hierbei mit dem Rücken zum Spieler gewandt und rennt in die Blickrichtung des Spielers. Der Verlauf dieser Level ist meist so gestaltet, dass der Hamsterball in den Leveln auf sehr langen Rennstrecken bergab rennen muss. Die Rennbahnen sind meist leicht gekrümmt und wechseln sich oft mit Tunnelröhren ab. Während dieser Rennen müssen häufig Anlauframpen und Katapulte verwendet werden. Im Hintergrund läuft während des Spielens der Level immer eine von insgesamt vier rhythmischen Hintergrundmusiken ab, welche vom Level abhängen. Falls der Spieler aus der Rennbahn fliegt und hinunterstürzt, wird er wegteleportiert und bei weiter laufendem Countdown wieder an die Stelle des Parcours hinteleportiert, welche sich kurz vor der Stelle des Scheiterns befindet. Ein kurzer Sturz bewirkt, dass dem Hamster für kurze Zeit schwindelig wird und er dann schwierig zu kontrollieren ist. Wenn der Spieler auf der Zielfläche ankommt, leuchtet der Hamsterball cyan auf und der Hamster tanzt kurzzeitig. Zu Beginn jedes Rennens wird der Countdown-Uhr des Spielers diejenige Menge an Verlängerungszeit gutgeschrieben, um welche der Spieler im vergangenen Level schneller als das Zeitlimit am Ziel war. Im nun Folgenden wird eine Liste der 36 Level von diesem Modus aufgestellt. 

### Soundtracks der Level
Der Soundtrack 1 ist ein Soundtrack in mixolydischem C-Dur und ist in den Leveln mit den Namen Practice und Speedway zu hören.
Der Soundtrack 2 ist ein Klaviersoundtrack in F-Dur, welcher bewusst der Hintergrundmusik von Schwarzweiß-Stummfilmen nachempfunden wurde, Sprunggeräusche enthält und in den Leveln mit den Namen Bounce und Circuit zu hören ist.
Der Soundtrack 3 ist ein hektischer Trompetensoundtrack in B-Moll, welcher in den Leveln mit den Namen Tubular, Gravity, Ultimate und Labyrinth Bonus zu hören ist.
Der Soundtrack 4 ist ein Soundtrack in mixolydischem G-Dur in der Musikrichtung des Jazz und ist in den Leveln mit den Namen Puzzle und Glacier zu hören.

### Stunt-Modus und Trial-Modus
Der Stunt-Modus und der Trial-Modus beinhalten insgesamt acht Level, welche in der Vogelperspektive absolviert werden müssen. Im Stunt-Modus liegen dieselben Level vor wie im Trial-Modus. Jene Level sind schwerpunktmäßig kubisch gestaltet und haben immer einen grün-weiß, violett-weiß, orange-weiß, gelb-weiß oder gelb-schwarz karierten Boden. In beiden Modi existieren insgesamt 8 Level. Zeitlich und räumlich sind diese Level kürzer gestaltet als diejenigen des Hustle-Modus. Der Hauptunterschied zwischen Stunt-Modus und Trial-Modus besteht darin, dass der Spieler im Stunt-Modus weder fallen noch springen kann. Alle Level dieser beiden Modi enthalten den Soundtrack 2.

## Rezeption
Hamsterball erhielt gemischte bis durchschnittliche Bewertungen.